# Turbinicarpus alonsoi

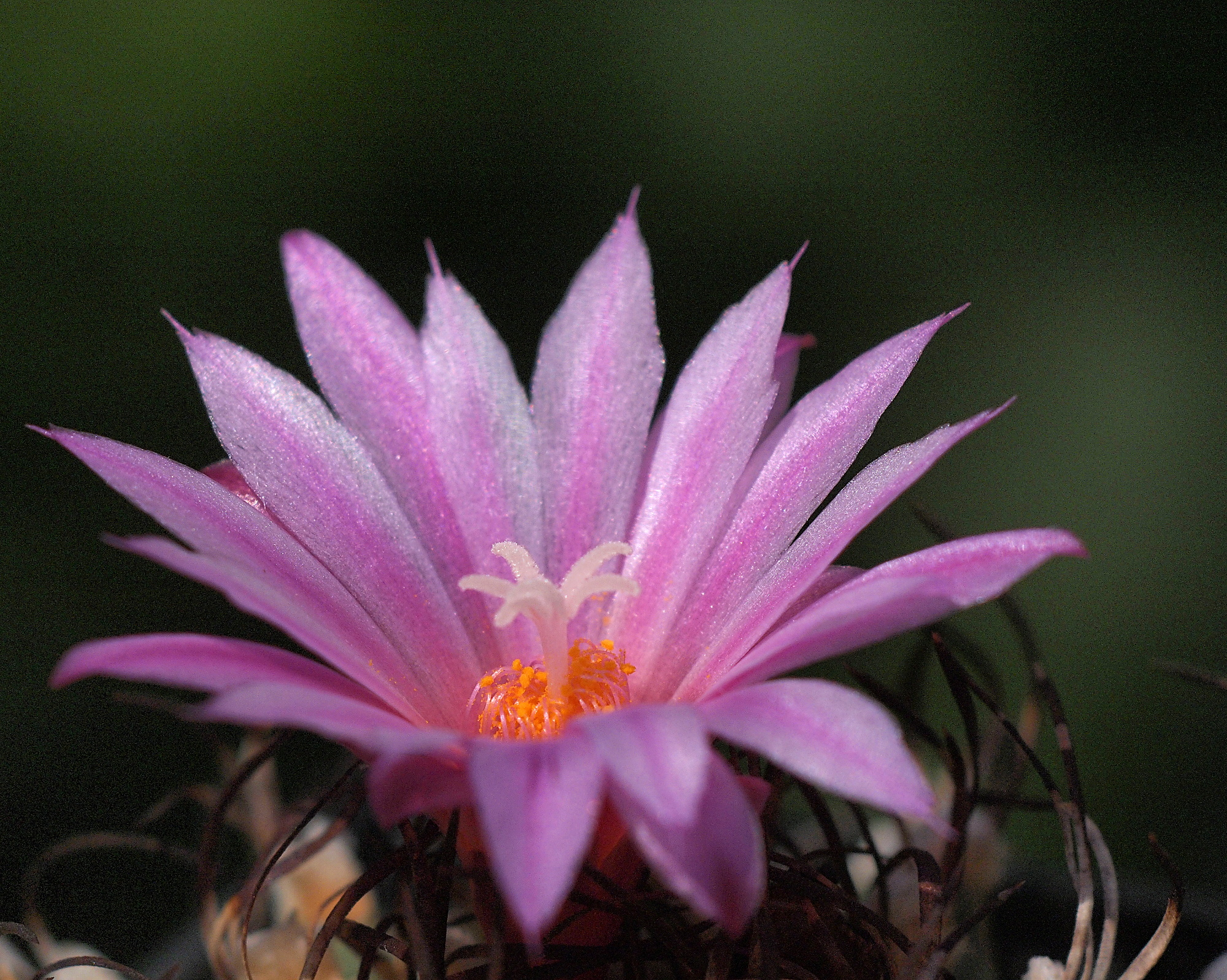
Blüte

Turbinicarpus alonsoi ist eine Pflanzenart in der Gattung Turbinicarpus aus der Familie der Kakteengewächse (Cactaceae). Das Artepitheton alonsoi ehrt Alonso Garcia Luna (* 1980), der die Art entdeckte.

## Beschreibung
Turbinicarpus alonsoi wächst einzeln mit kugelförmigen Körpern von 6 bis 9 Zentimetern Durchmesser und einer wenig ausgeprägten Pfahlwurzel. Die abgeflachten, dreieckigen Höcker sind bis zu 1,5 Zentimeter lang und 1,3 Zentimeter breit. Die daraus entspringenden 3 bis 5 abgeflachten, kartonartigen Dornen sind grau mit einer dunkleren Spitze. Sie werden bis zu 2 Zentimeter lang.
Die magentaroten Blüten sind 2,5 bis 3,8 Zentimeter lang und weisen Durchmesser von 2 bis 3 Zentimetern auf. Die rötlich bis dunkelvioletten Früchte sind 1 Zentimeter lang und erreichen einen Durchmesser von 0,5 Zentimetern.

## Systematik, Verbreitung und Gefährdung
Turbinicarpus alonsoi ist im mexikanischen Bundesstaat Guanajuato verbreitet.
Die Erstbeschreibung durch Charles Edward Glass (1934–1998) und Salvador Arias Montes wurde 1996 veröffentlicht. Ein nomenklatorisches Synonym ist Pediocactus alonsoi (Glass & S.Arias) Halda (1998).
Turbinicarpus alonsoi wird in Anhang I des Washingtoner Artenschutz-Übereinkommens geführt. In der Roten Liste gefährdeter Arten der IUCN ist sie als „Critically Endangered (CR)“, d. h. vom Aussterben bedroht eingestuft.

## Nachweise